# Войнишки паметник (Чернево)
Войнишкият паметник в село Чернево, област Варна е издигнат в памет на загиналите от селото в Балканската, Междусъюзническата, Първата и Втората световна война.
Паметникът е разположен в парка в центъра на селото, в близост до читалище „Зора“. Изработен е от камък и мрамор и се състои от три части:
- Централен – с надпис „България, за тебе те умряха“, под който на мраморна плоча са изписани имената на 48 военни, загинали по време на Балканската война 1912 – 1913, Първата световна война 1915 – 1918 и Втората Световна война 1944 – 1945;
- Лявата част е каменна плоча, в която е изрязан силует на войник с пушка;
- Дясната част на паметника е скулптура от черен мрамор на седяща жена – символ на майка, чакаща сина ѝ да се завърне.[1]